# George de la jungle 2
Pour les articles homonymes, voir George de la jungle.
Série
George de la jungle
(1997)
Pour plus de détails, voir Fiche technique et Distribution.
George de la jungle 2 est un film australo-américain réalisé par David Grossman, sorti directement en vidéo en 2003. Il s'agit de la suite de George de la jungle.

## Synopsis
Cinq ans après leur mariage dans la jungle, George et Ursula ont un petit enfant répondant au nom de Georges Junior. George doit alors faire face à la fois à son rôle de père, de mari aimant et aussi de seigneur de la jungle. Pour couronner le tout, la mère d'Ursula revient chercher sa fille à l'aide du félon Lyle van de Groot. Tous deux vont bientôt reprendre tout ce qui est cher à George...

## Fiche technique
- Titre : George de la jungle 2
- Titre original : George of the Jungle 2
- Réalisation : David Grossman
- Scénario : Jordan Moffet d'après les personnages de Jay Ward et la série télévisée de Bill Scott
- Musique : J. A. C. Redford
- Photographie : David Burr
- Montage : Alan Cody
- Production : Gregg Hoffman et Jordan Kerner
- Société de production : Walt Disney Pictures et Kerner Entertainment Company
- Pays :  États-Unis et  Australie
- Genre : Aventure et comédie
- Durée : 87 minutes
- Dates de sortie : 
  - États-Unis : 20 octobre 2003
  - France : 5 novembre 2003

## Distribution
- Christopher Showerman (VF : Emmanuel Curtil ; VQ : Jean-François Beaupré) : George
- Julie Benz (VF : Claire Keim ; VQ : Catherine Bonneau) : Ursula
- Angus T. Jones (VF : Théo Gebel ; VQ : Laurent-Christophe De Ruelle) : George Jr.
- Christina Pickles (VF : Élisabeth Wiener ; VQ : Johanne Garneau) : Beatrice Stanhope
- Thomas Haden Church (VF : Renaud Marx ; VQ : Benoît Rousseau) : Lyle Van de Groot
- John Cleese (VF : Jean-Claude Donda ; VQ : Bernard Fortin) : Singe
- Kelly Miller (VF : Isabelle Leprince) : Betsy
- Kirstie Hutton (VF : Marie-Eugénie Maréchal) : Tiffany
- John Kassir (VF : Marc Perez) : Armando
- Chelsea Gibb (VF : Laëtitia Lefebvre) : Courtney
- Marjean Holden (VF : Vanina Pradier) : Sally
- Erika Heynatz (en) (VF : Sybille Tureau) : Kovalsky
- Keith Scott (VF : Emmanuel Jacomy) : le narrateur

Sources et légende : Version française selon le carton de doublage français. Version québécoise sur Doublage Québec

## Changements d’acteur
- Christopher Showerman joue le rôle de George à la place de Brendan Fraser
- Julie Benz joue le rôle d'Ursula à la place de Leslie Mann
- Christina Pickles joue le rôle de Béatrice Stanhope, la mère d'Ursula, à la place de Holland Taylor